# Miejska Biblioteka Publiczna w Jaworznie
Miejska Biblioteka Publiczna w Jaworznie – polska biblioteka publiczna w Jaworznie.

## Historia biblioteki
Biblioteka w Jaworznie oficjalnie rozpoczęła swoją działalność 16 stycznia 1949 roku, w lokalu przy skrzyżowaniu ul. A. Mickiewicza z Rynkiem Głównym. Biblioteka w tym miejscu funkcjonowała do 1967 roku. Podstawę księgozbioru stanowiły przede wszystkim uratowane od zniszczenia książki Towarzystwa Gimnastycznego „Sokół”, oraz innych organizacji międzywojennych. W pierwszym roku działalności biblioteka posiadała 2138 woluminów.
Z powodu złego stanu technicznego budynku, wynikającego głównie z przeciążenia stropów, decyzją ekspertów z Politechniki Krakowskiej, biblioteka została zamknięta. W listopadzie 1967 roku Miejska Biblioteka Publiczna otrzymała nowe pomieszczenia na Osiedlu Stałym.
Księgozbiór w liczbie 28 622 woluminów przeniesiono do nowego lokalu, dostosowanego do potrzeb bibliotecznych. Centrum miasta pozostało jednak bez biblioteki. W dwa lata później decyzją władz miejskich, utworzono Filię nr 1, w budynku Miejskiego Domu Kultury, dawnym budynku Towarzystwa Gimnastycznego „Sokół” przy ul. Mickiewicza 2, która otrzymała status Biblioteki Centralnej. Placówka wyposażona została w nowy księgozbiór liczący 43 180 woluminów. Kolejna zmiana lokalizacji biblioteki nastąpiła w 1987 roku. Decyzją Urzędu Miejskiego w Jaworznie, biblioteka otrzymała budynek przejęty od kopalni „Jaworzno”, przy ul. Pocztowej 5.
Na mocy Uchwały Rady Miejskiej w Jaworznie z 20 grudnia 1992 roku, w strukturach MBP znalazł się Dział Zbiorów Specjalnych, pod nazwą Izba Regionalna. Rok później zmieniono nazwę Izby Regionalnej na Muzeum Miasta Jaworzna. Biblioteka i Muzeum funkcjonowały w jednym budynku aż do roku 2007.
Przełomowym momentem w historii Biblioteki Centralnej było przeniesienie jej w 2007 roku do nowo wybudowanego gmachu, usytuowanego przy Rynku Głównym. O jego lokalizacji zadecydowali mieszkańcy Jaworzna, w wyniku przeprowadzonego sondażu. W budynku znajduje się Wypożyczalnia dla Dorosłych, Oddział dla Dzieci i Młodzieży z obszerną salą do zabaw, Czytelnia Naukowa i Czasopism, Dział Informacji Regionalnej wraz z Punktem Informacji Turystycznej, Dział Multimedialny posiadający 36 stanowisk komputerowych, 2 salki kinowe i studio nagrań, Reprografia z punktem ksero, BiblioteCafe, galeria ExLibris oraz sala wykładowa, w której organizowane są różnego rodzaju spotkania, imprezy i zajęcia o charakterze kulturalnym i edukacyjnym.
W budynku znajduje się również Pedagogiczna Biblioteka Wojewódzka im. Józefa Lompy w Katowicach Filia w Jaworznie.

## Filie
Bory – filia Bory powstała w 1955 r. Początkowo biblioteka znajdowała się na terenie Internatu Szkół Górniczych. W 1964 r. została przeniesiona do budynku Szkoły Podstawowej nr 14. Od 2024 roku filia funkcjonuje w nowej, wyremontowanej lokalizacji pod adresem Tetmajera 35. Podstawowym zadaniem placówki jest upowszechnianie literatury, zarówno pięknej jak i popularnonaukowej. W bibliotecznej ofercie znajdują się spotkania głośnego czytania - popularyzujące wartościową literaturę dla dzieci i młodzieży; zajęcia artystyczne, sprzyjające rozwojowi zdolności manualnych i plastycznych oraz lekcje tematyczne, związane z obchodzonymi rocznicami, świętami i ważnymi wydarzeniami społeczno-kulturalnymi. Placówka zaprasza na turnieje gier planszowych, w czasie których uczestnicy mają możliwość zdrowej rywalizacji, w oparciu o zasady fair play. Ważną część działalności stanowią także lekcje biblioteczne, przybliżające specyfikę pracy z książką, których tematyka dostosowana jest do potrzeb i preferencji konkretnych grup.
Byczyna – najstarsze ślady istnienia biblioteki w Byczynie pochodzą z 1885 r. Pierwszy wpis do inwentarza datowany jest na 1955 r. Obecnie filia znajduje się w budynku Przedszkola Miejskiego nr 18. Ważną częścią działalności placówki, oprócz tej podstawowej, związanej z popularyzacją literatury, jest zaangażowanie w badania nad historią dzielnicy, prowadzone przez Towarzystwo Przyjaciół Miasta Jaworzna Koło Byczyna. Prace zaowocowały już kilkoma publikacjami, a także digitalizacją materiałów źródłowych, pochodzących od rodowitych mieszkańców. Efektem wspólnych działań są również wystawy, prezentujące dzieje, a także ukazujące Byczynę okiem współczesnego obserwatora. Spotkania odbywają się kilka razy w miesiącu. Biblioteka proponuje także swoim Czytelnikom udział w atrakcyjnych wydarzeniach kulturalno-edukacyjnych. Wśród nich szczególne miejsce zajmują: Klub Gier Planszowych, działający w oparciu o gromadzone zbiory; spotkania głośnego czytania w ramach realizacji miejskiej akcji Całe Jaworzno czyta dzieciom dla uczniów ze szkoły podstawowej i przedszkolaków oraz spotkania edukacyjne dla najmłodszych. Oferta obejmuje również lekcje biblioteczne, przybliżające zasady funkcjonowania i korzystania z Biblioteki. Czytelnicy mogą także korzystać ze stanowiska komputerowego z dostępem do Internetu.
Ciężkowice – powstanie filii w Ciężkowicach datowane jest na 1973 r. Początkowo Biblioteka mieściła się w dawnym budynku szkoły. W latach 90. przeniesiono ją do pomieszczenia w Przedszkolu Miejskim nr 4. W 2019 r. placówka została poddana rewitalizacji, co zaowocowało stworzeniem specjalnej strefy dla najmłodszych, wyposażonej w zabawki edukacyjne, interaktywne, sensoryczne, książki dla maluchów i sprzęty użytkowe, wspierające rozwój psychofizyczny. Zarówno księgozbiór jak i program działalności Biblioteki tworzone są z myślą o szerokim gronie odbiorców. Niezależnie od wieku, preferencji i upodobań każdy może znaleźć w nich coś dla siebie. Najmłodsi Czytelnicy zapraszani są na: tematyczne lekcje biblioteczne, przybliżające najważniejsze dzieła i postaci twórców; kreatywne zajęcia plastyczne, rozwijające artystyczne zdolności uczestników oraz seanse w ramach Kawiarenki Filmowej. Szczególne miejsce w ofercie Biblioteki zajmują spotkania głośnego czytania dla podopiecznych Zakładu Pielęgnacyjno-Opiekuńczego w Ciężkowicach. W trakcie wizyt prezentowane są kolejne fragmenty powieści wybranych przez słuchaczy. Nieodłącznym elementem spotkań są również rozmowy dotyczące książki. Niezwykle cenną formą popularyzacji czytelnictwa i literatury są wydarzenia z udziałem lokalnej poetki Urszuli Kępki, tworzącej dla dzieci i odbiorców dorosłych. Filia oferuje również możliwość korzystania ze stanowisk komputerowych z dostępem do Internetu.
Dąbrowa Narodowa – filia Dąbrowa Narodowa powstała w 1957 r. Obecnie mieści się w budynku Ochotniczej Straży Pożarnej. Księgozbiór filii obejmuje propozycje z zakresu literatury pięknej, jak i popularnonaukowej. Bliskie sąsiedztwo ze szkołą podstawową oraz potrzeby i zainteresowania najmłodszych mieszkańców dzielnicy powodują, że to głównie z myślą o tej grupie wiekowej gromadzone są publikacje i przygotowana oferta wydarzeń kulturalno-edukacyjnych. Wśród nich kluczową rolę odgrywają: spotkania głośnego czytania, połączone z zajęciami artystycznymi i wystawkami; lekcje przysposobienia bibliotecznego; zajęcia edukacyjne poświęcone ważnym tekstom literackim, a także twórcom - pisarzom, poetom. Szczególnie ważna jest dla placówki współpraca z Klubem Strażak, owocująca różnorodnymi inicjatywami, np. Kawiarenką Literacką, integrującymi środowisko lokalne przy wspólnej lekturze. Placówka oferuje również możliwość skorzystania ze stanowiska komputerowego z dostępem do Internetu.
Długoszyn – początki filii Długoszyn datowane są na 1957 r. Pierwotnie znajdowała się w budynku prywatnym. W 1964 r. otrzymała nowy lokal, w którym funkcjonuje do dzisiaj. Księgozbiór składa się z literatury pięknej oraz popularnonaukowej. Ważną częścią gromadzonych wydawnictw są także propozycje dla najmłodszych czytelników, stanowiących najaktywniejszą grupę odbiorców. Biblioteka, realizuje program inicjatyw kulturalno-edukacyjnych, opracowany z myślą o potrzebach i zainteresowaniach mieszkańców dzielnicy, zaprasza do udziału w spotkaniach odbywających się zarówno w siedzibie filii, jak również w lokalnych placówkach oświatowych, z którymi współpracuje. W ramach tej działalności organizowane są cykliczne wydarzenia, takie jak: "Zaczytani w polskiej literaturze" - zajęcia głośnego czytania, w trakcie których prezentowane są wybrane teksty; "Bystrzaki" - warsztaty edukacyjno-rozrywkowe wspierające ogólny rozwój dzieci, kształtujące umiejętności logicznego myślenia, pobudzające wyobraźnię; "Spacerem po czterech porach roku" - spotkania na temat zjawisk zachodzących w przyrodzie, mówiące o otaczającym nas świecie również poprzez utwory poetyckie. Stałym elementem programu imprez są seanse filmowe. Czytelnicy mogą także skorzystać ze stanowiska komputerowego z dostępem do Internetu.
Gigant – filia Gigant została założona w dzielnicy Niedzieliska w 1957 r. Obecnie siedzibą Biblioteki jest pomieszczenie w jednym z bloków Osiedla Gigant. Księgozbiór Biblioteki składa się z literatury pięknej, adresowanej do dzieci i dorosłych oraz publikacji popularnonaukowych z różnych dziedzin wiedzy. Dążąc do aktywizacji i integracji mieszkańców, placówka proponuje udział w atrakcyjnych spotkaniach kulturalnych, edukacyjnych i rozrywkowych. W bibliotecznej ofercie dla pań szczególne miejsce zajmuje cieszący się niesłabnącą popularnością Klub "Babski Magiel" - inicjatywa powstała w 2013 r., w wyniku współpracy między dwoma placówkami kulturalnymi: Filii Gigant oraz Klubu Gigant MCKiS w Jaworznie. Zajęcia, odbywające się w każdy piątek o godz. 11.00, obejmują: dyskusje o literaturze, warsztaty rękodzieła, wymianę doświadczeń z zakresu kulinariów i kosmetyki, wspólne wyjścia do kina i teatru, wsparcie przy rozszyfrowywaniu tajników informatyki - komputera i Internetu, a także gimnastykę rekreacyjną. Najmłodsi Czytelnicy filii zapraszani są do udziału w spotkaniach literacko-edukacyjnych takich jak: Klub Gier, zrzeszający pasjonatów planszówek; Całe Jaworzno czyta dzieciom - akcji głośnego czytania, realizowanej przy współudziale przedszkoli i żłobka; Klub Mola Książkowego - warsztaty, w trakcie których mali pasjonaci książek dyskutują o przeczytanej lekturze. 
Góra Piasku – filia powstała w 1973 r. Po kilku latach funkcjonowania zawieszono działalność placówki, by ponownie ją uruchomić w 1988 r. Obecnie oddział mieści się w odnowionym wnętrzu byłej remizy strażackiej, które pozwoliło na rozwinięcie skrzydeł w zakresie prowadzonej działalności kulturalno-edukacyjnej. Księgozbiór Biblioteki opiera się na literaturze pięknej, obejmującej teksty dla dorosłych i dzieci oraz wydawnictwach popularnonaukowych. Szczególne miejsce w bibliotecznej przestrzeni zajmuje zaaranżowany z myślą o najmłodszych kącik czytelniczy. Miejsce wyposażone jest w specjalne regały, dostosowane do wzrostu maluchów, kolorowe mebelki przeznaczone do zajęć stolikowych oraz książki-zabawki, pluszaki, klocki i gry planszowe. Dla Czytelników dorosłych, oprócz usług związanych z udostępnianiem zbiorów, Biblioteka proponuje udział w różnorodnych spotkaniach tematycznych obejmujących szerokie spektrum zainteresowań i preferencji mieszkańców dzielnicy. Stałym punktem programu wydarzeń są również wieczory z X Muzą. Najmłodsi mogą liczyć na warsztaty plastyczne, zajęcia głośnego czytania oraz seanse z ulubionymi bohaterami bajek i filmów. Placówka oferuje także możliwość skorzystania ze stanowisk komputerowych z dostępem do Internetu.

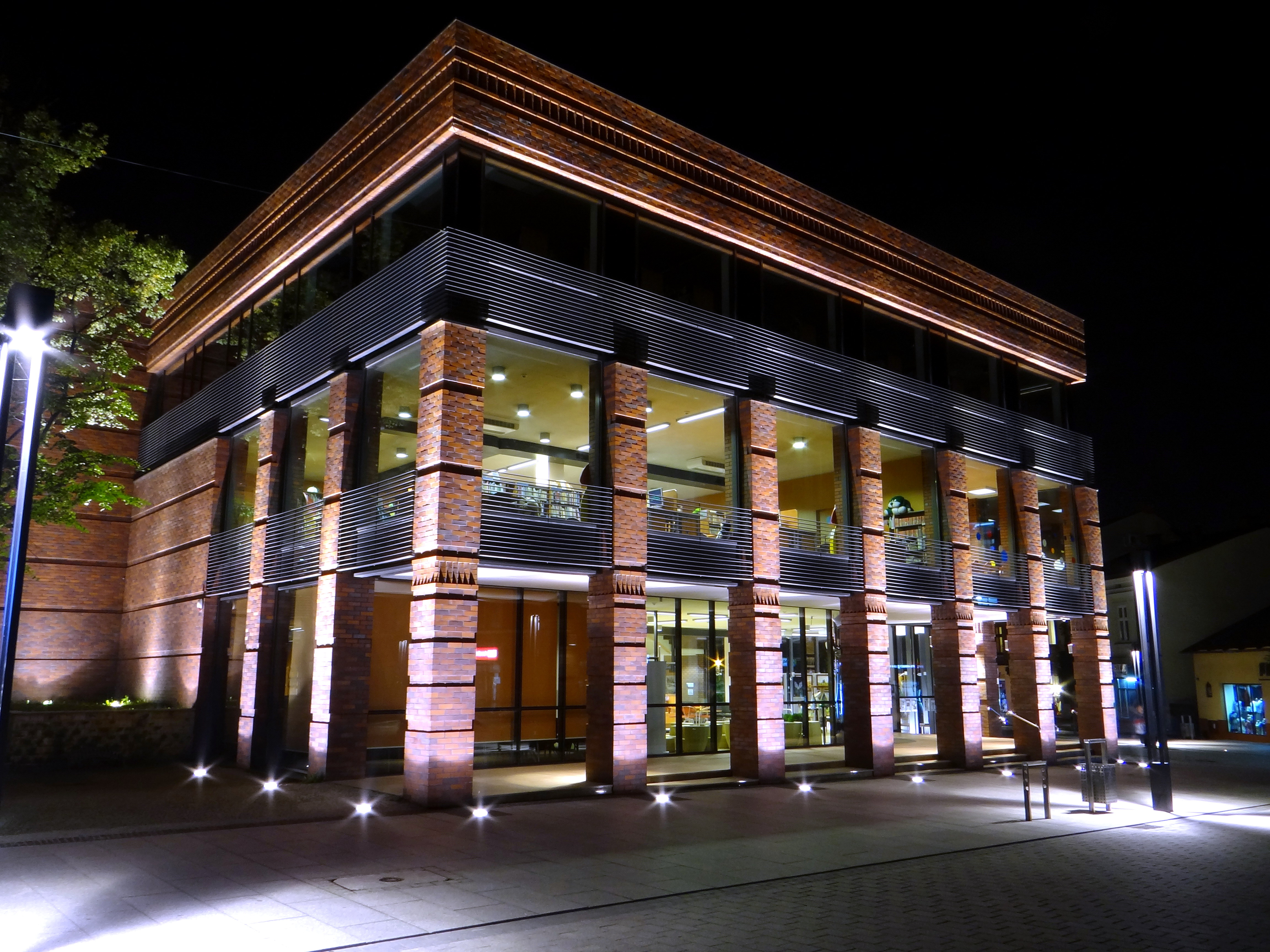
Podświetlenie budynku biblioteki w nocy

Jeleń – pierwsze wpisy inwentarzowe filii Jeleń pochodzą z 1955 roku. Placówka kilkakrotnie zmieniała swoją siedzibę. Obecnie znajduje się w lokalu Centrum Kultury Archetti - Orkiestry Kameralnej Miasta Jaworzna. Księgozbiór filii obejmuje wszystkie rodzaje i gatunki literatury pięknej oraz wydawnictwa popularnonaukowe, niemal z każdej dziedziny wiedzy. Gromadzoną kolekcję tworzą zarówno dzieła należące do klasyki jak i pojawiające się na rynku nowości. Ważną jej częścią są publikacje dla dzieci, od tych w twardych okładkach, rozwijających naturalną ciekawość, chęć odkrywania i poznawania świata różnymi zmysłami, po coraz bardziej rozbudowane pod względem tekstu i zawartych w nim treści. Nowa przestrzeń Biblioteki sprzyja organizacji spotkań i wydarzeń edukacyjno-kulturalnych integrujących lokalną społeczność. Wśród nich szczególne miejsce zajmują propozycje dla najmłodszych odbiorców. Stałe miejsce w kalendarzu imprez propagujących literaturę i czytelnictwo są: lekcje biblioteczne poświęcone najważniejszym wydarzeniom oraz przypadającym rocznicom; zajęcia głośnego czytania przybliżające postaci twórców i ich dzieła; wystawy tematyczne i okolicznościowe. Dzieci i młodzież zachęcamy do udziału w turniejach gier planszowych i wspólnego układania puzzli. Czytelnicy mają także do swojej dyspozycji stanowiska komputerowe z dostępem do Internetu.
Jeziorki – filia została utworzona w 1979 r. Początkowo mieściła się w budynku świetlicy środowiskowej. Obecnie znajduje się w lokalu przy Szkole Podstawowej nr 19. Bliskie sąsiedztwo placówki oświatowej sprzyja czytelniczej aktywizacji najmłodszych mieszkańców dzielnicy. Dzieje się tak za sprawą organizacji atrakcyjnych wydarzeń kulturalno-edukacyjnych. Wśród inicjatyw adresowanych do tej grupy odbiorców szczególne miejsce zajmują: spotkania literackie w ramach Dyskusyjnego Klubu Książki, podczas których młodzi pasjonaci rozmawiają o przeczytanych lekturach; warsztaty plastyczne z cyklu Mały Artysta; zajęcia głośnego czytania organizowane w związku z biblioteczną akcją Całe Jaworzno czyta dzieciom, a także tematyczne lekcje biblioteczne. W ofercie Biblioteki nie mogło również zabraknąć propozycji dla czytelników dorosłych. Do najważniejszych należy działający od kilku lat Klub Książki, gromadzący entuzjastów słowa pisanego, którzy mają okazję podzielić się opiniami na temat wybranego dzieła, korzystając z bogatego księgozbioru. Jednym z przedsięwzięć łączących pokolenia we wspólnej literackiej przygodzie był pierwszy Jaworznicki Rodzinny Turniej Czytelniczy. Inicjatywa zorganizowana została w 2018 r., we współpracy z Filią Podłęże 2. Serdecznie zachęcamy do udziału w kolejnej odsłonie tej niezwykłej rywalizacji.

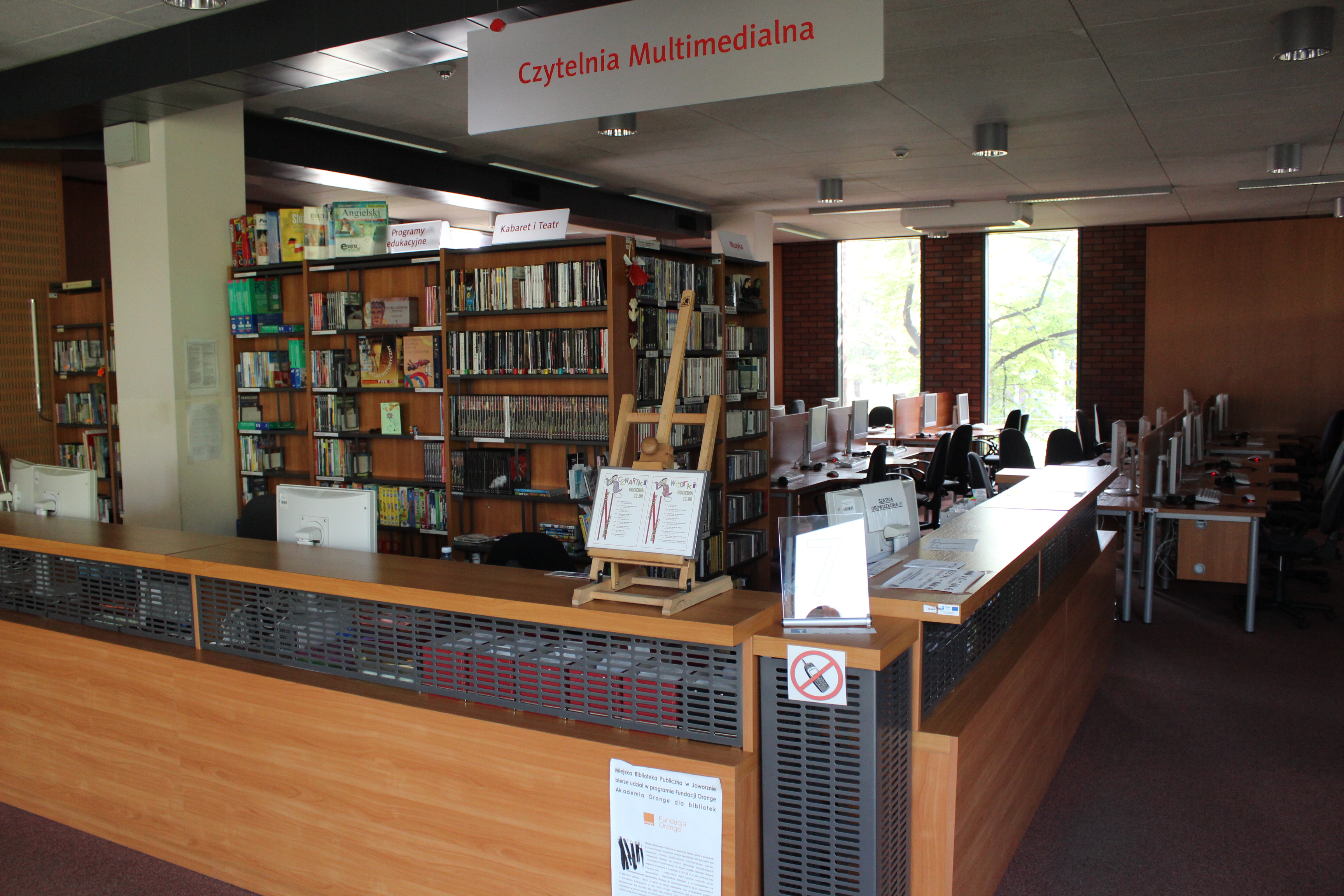
Czytelnia Multimedialna Miejskiej Biblioteki Publicznej w Jaworznie

Osiedle Stałe – filię powołano w 1955 r. Początkowo mieściła się w domu prywatnym. Obecnie zajmuje lokal administrowany przez MZNK. Biblioteka podzielona jest na dwa oddziały: dla dzieci i dorosłych. Księgozbiór filii należy do największych w naszej sieci. Wśród gromadzonych publikacji znajdują się licznie reprezentowane gatunki beletrystyczne, publikacje popularnonaukowe, bogaty wybór literatury dla dzieci oraz czasopisma. Czytelnicy mają do swojej dyspozycji stanowiska komputerowe z dostępem do Internetu. Filia oferuje również usługi kserograficzne. Z myślą o najmłodszych odbiorcach bibliotekarze przygotowują atrakcyjny plan inicjatyw kulturalno-edukacyjnych, wśród których ważną rolę odgrywają: zajęcia głośnego czytania, oparte na starannie wybranej lekturze; warsztaty artystyczne rozwijające umiejętności plastyczne i manualne małych twórców; spotkania autorskie z pisarzami i poetami; a także zabawy w plenerze, łączące aktywność fizyczną z popularyzacją wydawnictw dla dzieci. Na stałe w tygodniowy kalendarz wydarzeń wpisały się spotkania rozrywkowe, organizowane pod hasłem: Piątek bez Internetu.

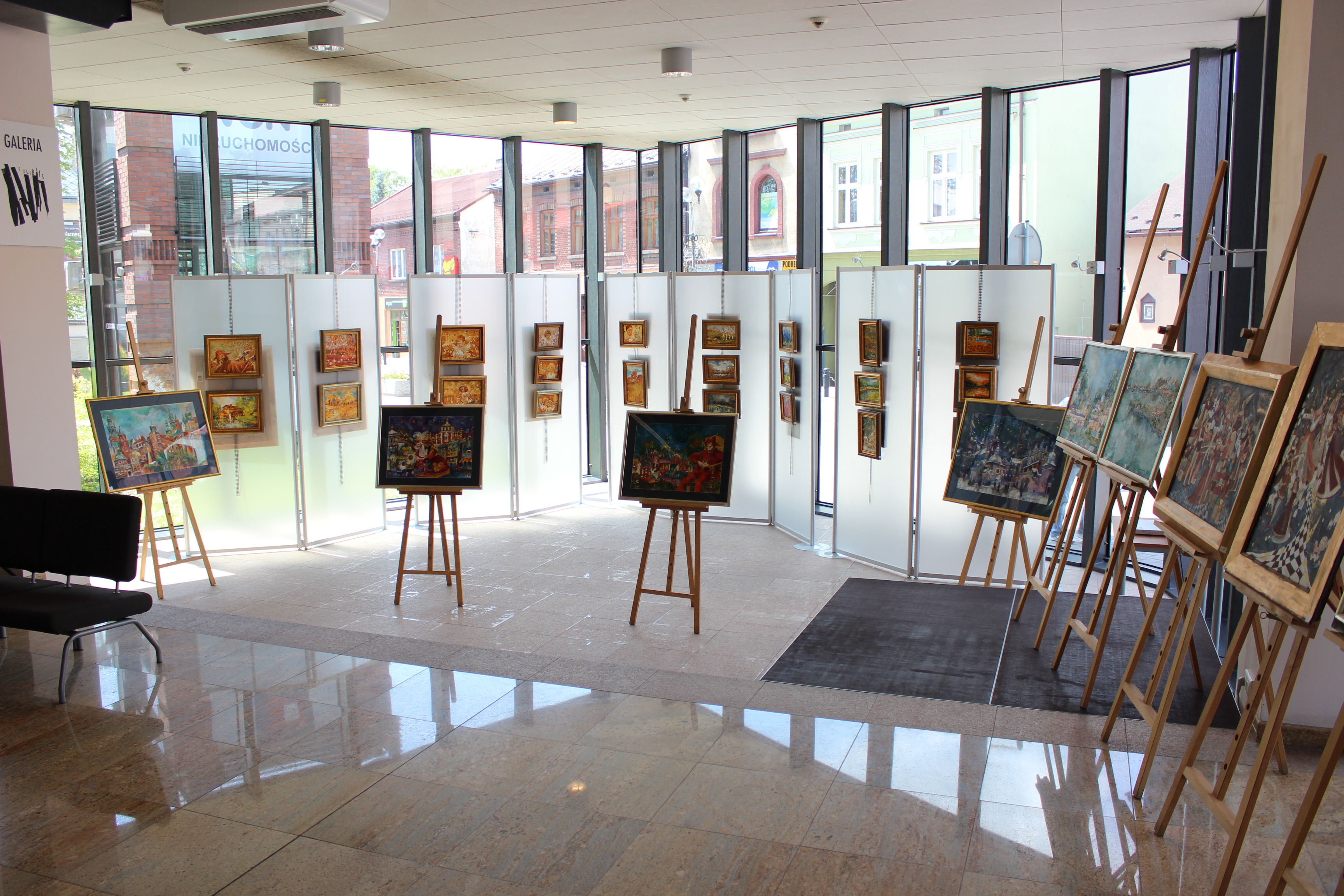
Galeria ExLibris Miejskiej Biblioteki Publicznej w Jaworznie

Podłęże 1 – filia powstała w 1966 r. Pierwszy lokal znajdował się w prywatnym domu. Od 1995 r. prowadzi swoją działalność w budynku przy Szkole Podstawowej nr 7. Biblioteka składa się z dwóch działów: dla dzieci i dorosłych. Księgozbiór tworzą publikacje beletrystyczne, lektury szkolne, wydawnictwa popularnonaukowe i bogaty zestaw literatury dla dzieci i młodzieży. Lokalizacja w placówce oświatowej w dużym stopniu wpływa na charakter działalności popularyzatorskiej, która przede wszystkim adresowana jest do młodego czytelnika. Organizowane literacko-edukacyjne przedsięwzięcia odbywają się zazwyczaj w ramach prowadzonych cykli: Wyklejanie na ścianie, Kolorowy kącik oraz Całe Jaworzno czyta dzieciom. Motywem przewodnim, niezależnie od charakteru i specyfiki zajęć – czy są to warsztaty artystyczne czy głośne czytanie, jest książka. Placówka oferuje również możliwość skorzystania ze stanowisk komputerowych z dostępem do Internetu.

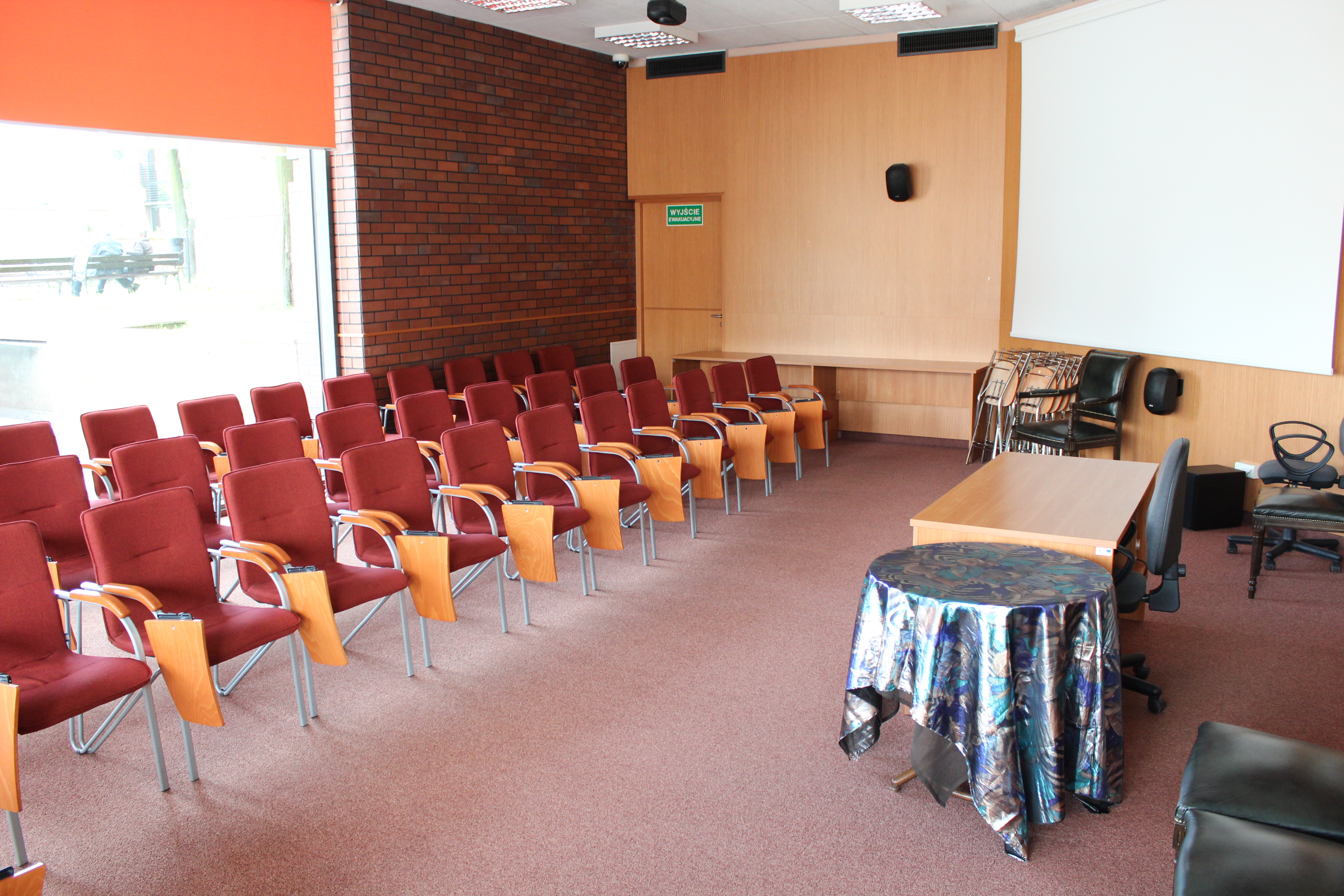
Audytorium Miejskiej Biblioteki Publicznej w Jaworznie

Podłęże 2 – jest najmłodszą, powstałą w 1990 r., placówką Miejskiej Biblioteki Publicznej w Jaworznie. Na potrzeby jej działalności zaadaptowano lokal w bloku mieszkalnym przy ul. Brodzińskiego. Księgozbiór tworzą publikacje beletrystyczne – dzieła należące do klasyki i nowości wydawnicze, literatura popularnonaukowa oraz dla dzieci i młodzieży. Jedną z ważniejszych inicjatyw Filii dla lokalnego środowiska jest, prowadzona nieprzerwanie od 2014 r., akcja społeczna pn. „Bazar z książką”. Usługa bibliotekarzy polega na dostarczaniu osobom zatrudnionym na bazarach: „Targowisko” i „Manhattan” książek do miejsc pracy. Wśród propozycji dla najmłodszych czytelników znajdują się cykliczne zajęcia głośnego czytania, zatytułowane „Kolorowy świat Elmera”, a także spotkania rozrywkowe odbywające się pod hasłem „Kącik Malucha”. Czytelnicy mogą również skorzystać ze stanowiska komputerowego z dostępem do Internetu.

Podwale – powstała w 1973 r. Od początku swego istnienia, aż do dzisiaj, nie zmieniała swojej siedziby, zajmując lokal w bloku mieszkalnym przy ul. 11 listopada. Bliskie sąsiedztwo z przedszkolem i stowarzyszeniami zrzeszającymi jaworznickich seniorów, sprzyja organizacji wydarzeń kulturalnych. Bibliotekarze regularnie odwiedzają podopiecznych Stowarzyszenia „Nasza Przystań” i Fundacji „Mój Czas dla Seniora”, prowadząc tematyczne zajęcia poświęcone polskiej historii i kulturze. Wśród propozycji dla najmłodszych czytelników znajdują się cykliczne zajęcia głośnego czytania. Księgozbiór tworzony jest przez pozycje z literatury pięknej - dzieła należące do klasyki, a także nowości wydawnicze, kierowane do czytelników dorosłych, dzieci i młodzieży oraz publikacje popularnonaukowe. Placówka oferuje również możliwość skorzystania ze stanowiska komputerowego z dostępem do Internetu.

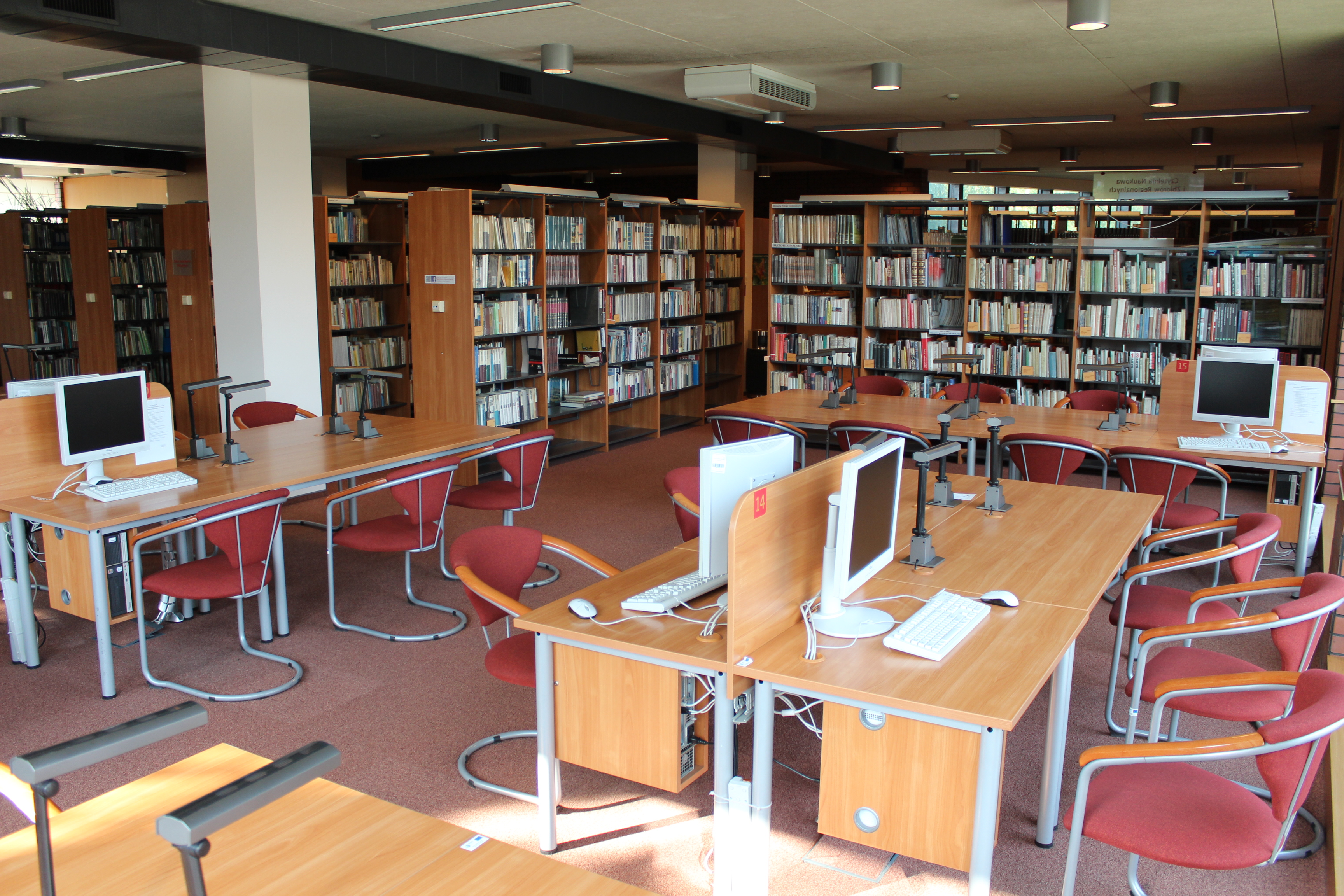
Czytelnia Naukowa Miejskiej Biblioteki Publicznej w Jaworznie

Stara Huta – powstała w 1977 roku. Pierwotnie znajdowała się w Domu Działkowca. W 2003 roku została przeniesiona do lokalu przy Szkole Podstawowej nr 4 w Jaworznie. Udostępniany księgozbiór zawiera propozycje dla czytelników dorosłych jak również dzieci i młodzieży, wśród których dominują pozycje beletrystyczne ze wszystkich gatunków literackich. Biblioteka, oprócz podstawowej działalności związanej z udostępnianiem zbiorów, realizuje program inicjatyw kulturalno-edukacyjnych mających na celu popularyzację literatury wśród najmłodszych. Do najczęściej stosowanych form aktywizacji czytelniczej uczniów i przedszkolaków należą zajęcia głośnego czytania wybranych tekstów oraz tematyczne pogadanki i lekcje biblioteczne. Czytelnicy mogą także korzystać ze stanowisk komputerowych z dostępem do Internetu.
Szczakowa – pierwsze zachowane dokumenty, świadczące o powstaniu biblioteki w Szczakowej, pochodzą z 1948 r. W 1956 r. przekształcono, samodzielną dotąd placówkę, w filię Miejskiej Biblioteki Publicznej. Obecnie mieści się ona w Domu Kultury. Dużym atutem tej jednostki jest bogaty księgozbiór, zawierający publikacje z zakresu literatury pięknej, przeznaczone dla czytelników dorosłych, a także dla dzieci i młodzieży, oraz wydawnictwa popularnonaukowe. Filia włącza się w życie społeczności lokalnej, inicjując wiele wydarzeń związanych z historią dzielnicy oraz przyczyniając się do kreowania życia kulturalnego w tej części Jaworzna. Szczególnie atrakcyjnie przedstawia się oferta biblioteczna dla dzieci. W programie zajęć znajdują się spotkania rozrywkowe i edukacyjne, warsztaty plastyczne, lekcje tematyczne i głośne czytanie tekstów literackich. Czytelnicy mają do swojej dyspozycji stanowiska komputerowe z dostępem do Internetu. Placówka oferuje również usługi kserograficzne.
Szpital - filia utworzona została w 1976 r. Biblioteczne pomieszczenie znajduje się w obrębie budynku szpitalnego. Księgozbiór placówki stanowią publikacje beletrystyczne, poradnikowe z zakresu zdrowia i biograficzne dla czytelników dorosłych oraz popularne serie biblioterapeutyczne dla najmłodszych. Czytelnicy mają do dyspozycji stanowisko komputerowe z dostępem do Internetu oraz radioodtwarzacz, pozwalający na odsłuchiwanie audiobooków przez pacjentów. Katalog OPAC upowszechnił informację o gromadzonych w filii wydawnictwach, co przyczyniło się do częstszych odwiedzin Biblioteki także przez czytelników niehospitalizowanych. Najważniejszym zadaniem jednostki jest promocja książki poprzez biblioterapię. Jedną z głównych form pracy są wizyty z propozycjami lektur na oddziałach szpitalnych.
Dla Niewidomych – powstała w 1984 r. Pierwszym jej lokalem był obiekt w dzielnicy Pańska Góra. W 1995 r. filia została przeniesiona na ul. Dwornickiego, gdzie prowadziła działalność do 2003 r. Następnie została włączona do księgozbioru filii Osiedle Stałe, skąd w roku 2007 trafiła do zbiorów Wypożyczalni dla Dorosłych Biblioteki Głównej. Zbiory tego oddziału, ze względu na specyfikę potrzeb jej użytkowników, stanowią przede wszystkim materiały dźwiękowe, utrwalone na różnych nośnikach.
Filia Urząd Miejski – istniała w latach od 1984 do 1995 roku.

## Zbiory biblioteki
Księgozbiór biblioteki na koniec 2018 roku wynosił:
- 563 785 woluminów:
  - 123 726 – literatura piękna dla dzieci
  - 273 936 – literatura piękna dla dorosłych
  - 266 123 – literatura popularnonaukowa
- 142 tytuły prenumerowanych czasopism
- 17 500 jedn. zbiorów specjalnych:
  - 14 414 jedn. dokumentów audiowizualnych (w tym 7311 audiobooków)
  - 324 jedn. dokumentów elektronicznych
  - 213 jedn. gier planszowych
  - 2549 jedn. dokumentów życia społecznego

Biblioteka oferuje również dostęp do systemu Legimi. Wszystkie zbiory znajdują się w katalogu OPAC.

## Działalność biblioteki
Miejska Biblioteka Publiczna w Jaworznie od początku istnienia prowadzi szeroko rozumianą działalność kulturalno-oświatową dla mieszkańców miasta. Organizowanie koncertów, spotkań teatralnych, spotkań z twórcami nieprofesjonalnymi i artystami, autorami książek, pasjonatami i hobbystami oraz przedstawicielami środowisk naukowych stanowią integralną część jej zadań statutowych. 

### Do najważniejszych wydarzeń cyklicznych należą
- Klub Książki dla seniorów,
- Dyskusyjny Klub Książki dla młodzieży,
- Ogólnopolski Międzyszkolny Konkurs Literacki o „Złote Pióro Prezydenta Jaworzna”[4],
- Sztuka ruchu realizująca zasady równowagi w naturze – zajęcia rekreacyjne dla seniorów,
- Biblioteka pełna muzyki. Literacko-muzyczne spotkania z książką i instrumentem - współorganizacja z Państwową Szkołą Muzyczną I stopnia im. Grażyny Bacewicz w Jaworznie,
- Klub Gier Planszowych,
- Konwersatoria z języków obcych np.: j. angielskiego,
- Klub Filmowy,
- Podróże – spotkania z globtroterami,
- „Całe Jaworzno czyta dzieciom” - spotkania w ramach ogólnopolskiej kampanii społecznej „Cała Polska czyta dzieciom”,
- Komputerowy Survival – kurs dla początkujących,
- Bajkowe Poranki Filmowe – spotkania dla najmłodszych,
- Zostań programistą-robotykiem – zajęcia warsztatowe dla dzieci i młodzieży,
- Rozmowy o dziejach Jaworzna z Marią Leś-Runicką,
- Wierszyki na drugie śniadanie,
- Z punktu widzenia filozofii,
- Twórcze inspiracje. Klub robótek ręcznych - warsztaty artystyczne – współpraca z JUTW,
- Zaczytani nocą – literacko-rozrywkowe zajęcia dla dzieci,
- Nocny Maraton Filmowy,
- Rozmowy o literaturze z Małgorzatą Cichy,
- Mój zawód - moją pasją,
- LAN Party – nocny turniej gier komputerowych[5],
- Bywanie na dywanie - głośne czytanie z wykorzystaniem Magicznego Dywanu,
- Dobry wieczór z płytą winylową,
- Z rodziną w Bibliotece. Kreatywne zabawy z wykorzystaniem klocków Lego,
- E like English.